# Perphénazine
La perphénazine (Trilafon) est un antipsychotique de première génération, utilisé depuis des décennies.